# 극동항공물자사령부
극동항공물자사령부Far East Air Materiel Command)는 옛 미국 육군 항공대와 미국 공군의 군수 및 물자사령부였다. 태평양 전쟁에 참전하였다. 냉전 당시 항공물자사령부의 극동지역 관할조직으로서 일본, 이오지마, 괌, 한국, 오키나와, 필리핀 주둔 미국 공군을 지원하였다. 그리고 일본, 대한민국, 필리핀, 캄보디아, 라오스, 중화민국, 태국, 베트남 공화국에서의 군사원조프로그램(MAP)을 지원하였다.

## 역사
극동항공물자사령부는 1944년 7월 14일에 극동항공근무사령부로 설립되어, 같은 해 8월 18일 오스트레일리아 브리즈번에서 활동을 시작하였다. 극동공군 산하 지원 근무대로서 그들을 도왔고, 1945년 8월 7일에 필리핀 제도 루손에 있는 마닐라로 본부를 옮기고, 중간 거점(Intermediate section)을 두었다. 일본이 항복한 이후에는, 일본 점령군의 일원으로서 일본 열도에 상륙하였다.
1946년 1월에 미국 육군 태평양 항공근무사령부로 개편되고, 1월 15일부터 5월 31일까지 제54병력수송비행단을 감독하였다.
1947년 1월 1일, 극동항공물자사령부(FEAMCOM)로 개편되고, 같은 달 20일에 도쿄도의 후추 비행장로 본부를 옮겼다.
다치카와 항공기지 안에 있는 일본 항공물자지역의 근수창을 감독하였고, 1949년 7월에 사령부 본부를 타치카와 비행장으로 옮겼다. 이후, 감독하는 시설에 타마, 야나다촌, 이와하라, 기사라즈, 이오지마에 있는 군수창도 포함되었다. 1949년 11월 1일, 제13항공창단이 FEAMCOM에 병합되여, 제13전대로 축소되었다. 1952년 2월 1일, 제13전대와 FEAMCOM 항공기지대가 해산하고, 단일 조직인 제6400항공창단으로 재편되었다. FEAMCOM은 일본의 제6400, 6418항공창단, 필리핀의 제6208항공창단을 통제하였다.
1952년 7월 1일, 극동항공물자군으로 개편되었다.
1955년 10월 1일, 태평양 지역, 항공물자군으로 개편되었다.
1962년 7월 1일, 해산하였다.

## 조직

### Wing
- 제13항공창단(이후, 제13전대); ~ 1949년 11월 1일
- 제6400항공창단 - 일본, 다치카와 항공기지;
- 제6208항공창단 - 필리핀, 클라크 공군기지; 1949년 12월 17일 ~ 1952년 2월 1일
- 제6418항공창단 - 일본, 이와쿠니 항공기지; 1952년 2월 1일 ~ 1953년 9월1일

### Group
- 제13전대(옛 제13항공창단); 1949년 11월 1일 ~ 1952년 2월 1일

### 그 외
- FEAMCOM 항공기지대; ~ 1952년 2월 1일

## 기록

### 소속
1. 극동공군; 1944년 7월 14일
2. 항공물자사령부(이후의 공군군수사령부); 1955년 10월 1일

### 계보
- 1944년 7월 14일, Far East Air Service Command(FEASC)→극동항공근무사령부로 설립되었다.
- 1944년 8월 18일, 활동을 시작하였다.
- 1946년 1월 1일, 미국 육군, Pacific Air Service Command→태평양 항공근무사령부로 개편되었다.
- 1947년 1월 1일, Far East Air Materiel Command(FEAMC)→극동항공물자사령부로 개편되었다.
- 1952년 2월 1일, 활동을 중단하였으나, 즉시 같은 날에 조직되었다.
- 1952년 7월 1일, Far East Air Logistics Force→극동항공물자군으로 개편되었다.
- 1955년 10월 1일, Air Materiel Force, Pacific Area(AMFPA)→태평양 지역, 항공물자군으로 개편되었다.
- 1962년 7월 1일, 활동을 중단하고 계보가 끊겼다.

### 기지
1. 오스트레일리아, 브리즈번, 1944년 8월 18일
2. 뉴기니아, 홀란디아; 1944년 11월 16일
3. 필리핀 제도, 루손, 마닐라; 1945년 8월 7일
4. 일본 후추 기지; 1947년 1월 20일
5. 일본 FEAMC 항공기지; 1949년 7월 1일
6. 일본 FEAMC 항공기지(이후의 타치카와 기지); 1952년 2월 1일
7. 하와이 준주, 휠러 공군기지; 1957년 6월 1일
8. 일본 타치카와 기지; 1960년 4월 1일

## 참고
- “AIR MATERIEL FORCE, PACIFIC AREA” (PDF). 《USAF Unit Histories》 (미국 영어). Air Force Historical Research Agency. 2022년 10월 20일. 2024년 8월 13일에 확인함.